# Rosaria Aiello
Rosaria Aiello, född 12 maj 1989 i Catania, är en italiensk vattenpolospelare (centerback) som sedan 2014 spelar för Waterpolo Messina. Hon ingick i Italiens damlandslag i vattenpolo vid världsmästerskapen i simsport 2013.
Aiello tog EM-guld år 2012 i Eindhoven.
Aiello spelade i det italienska landslag som tog silvret vid den olympiska vattenpoloturneringen i Rio de Janeiro.